# Далай-лама VIII
Джампэл Гьяцо (тиб. བྱམས་སྤེལ་རྒྱ་མཚོ་; 1758—1804) — восьмой Далай-лама, тибетский религиозный и политический деятель.

## Биография
Джампэл Гьяцо родился в Лхари Ганг (Тоб-ргьял (Thobgyal), Лха-ри Ганг) в Верхнем У-Цанге на юго-западе Тибета. Его отец, Сонам Даржи (Sonam Dhargye) и мать, Пунцок Вангмо (Phuntsok Wangmo), были родом из Кама. По традиционным источникам, их далёким предком был Д. Цегьял (Dhrala Tsegyal), один из главных героев эпоса Гэсэр.
Согласно агиографиям, в год зачатия Джампэла Гьяцо его деревня получила небывалый урожай: каждый стебель ячменя нёс три, четыре или пять колосьев, чего раньше не случалось в Тибете. Также в буддийских источниках описывается, что когда Пунцок Вангмо, готовящаяся стать матерью Джампэла, однажды ужинала с родственниками в саду, появилась гигантская радуга. Один её конец коснулся плеча будущей матери. Этот признак указал людям на ожидаемое рождение будущего святого.
Уже вскоре после рождения, на 6-й месяц года огненного быка (1758), святое дитя часто пыталось сидеть в позе медитации, глядя вверх на небеса. Как только Лобсанг Палден Еше, шестой Панчен-лама, узнал об этом мальчике, он объявил, что найдена действительно подлинная реинкарнация Далай-ламы.
В возрасте двух с половиной лет Джампэл был взят под опеку большой общины лам и должностных лиц из монастыря Ташилунпо в Шигадзе. Тогда же ему была посвящена церемония как вновь родившемуся Далай-ламе.
Он был препровожден в Лхасу и возведен на престол во дворце Потала как правитель тибетского народа в 7-й месяц года водяной лошади (1762), когда ему было пять лет (или четыре по западной системе подсчёта). Церемония интронизации прошла под руководством Демо Тулку Джампэл Еши, первого из череды регентов, представляющих Далай-лам, пока они были несовершеннолетними. Церемония совершилась в «Храме за пределами разума Второй Поталы».
Вскоре после этого он принял первые обеты монаха-послушника и имя, Джампэл Гьяцо, под руководством Лобсанга Палдена Еше. В 1777 году Джампэл Гьяцо был полностью посвящён в монахи.
Он был учеником Йонгцина Еше Гьялцена, 15-й инкарнации Кушок Бакула Ринпоче.
Страной с 1751 года управлял т.н. Кашаг, созданный Цинами после ряда рейдов в Тибет против местных феодалов, поддерживавших ойратское Джунгарское государство. По сути представители Цинов - военные наместники амбани через Кашаг контролировали верхушку Тибетской власти- Панчэн ламу и Далай ламу. 
В 1788 году давно назревавший конфликт с Непалом перерос в войну. Суть конфликта с непальской династией Шах (годы правления династии 1769-2008) обмен серебряных монет, циркулировавших в Тибете- старых, низкопробных, на новую, отчеканенную при новой династии, по невыгодному курсу. Кроме того, в форме ультиматума непальцы потребовали от тибетцев поставлять соль определенного качества.  Отсталость и слабость Тибета, слабая политика наместников цинских амбаней, привели к Цинско-непальской войне 1791-1792гг. Гуркхи вторглись в южный Тибет и при слабом сопротивлении тибетцев и китайских отрядов завоевали несколько округов, включая Ньялам и Гьиронг. В результате сокрытия фактического состояния дел перед Пекином, которому боевые действия объясняли как столкновения из-за торгового конфликта,  посланной от Пекина цинской комиссией было предложено решение: за формальное признание Непалом сюзеренитета над собой Цинского императора выплата Тибетом дани Непалу. Но в 1791 г. на заявление бывшего регента при малолетнем Далай ламе Агван Цултима, вернувшегося из Пекина, что раз Непал также является вассалом Пекина как и Тибет, а вассал вассалу не платит ничего, то гуркхи подготовились к войне и вновь вторглись в Тибет. Город Шигадзе и монастырь Ташилунпо были захвачены и разграблены, продвигались к Лхасе. Готовились к отъезду Далай ламы, но он наотрез отказался бежать. Несмотря на обращение амбаней к императору повлиять на Далай ламу, император поддержал его, Лхасу готовили к обороне. В октябре 1791 года войска тибетцев были разбиты гуркхами при Дакмо.
Цинский император, на этот раз получив достоверные сведения (по решению присланной ранее комиссии было проведено следствие и наказания), выдвинул в ноябре 1791 году войска в Тибет под командованием наместника провинции Гуандун Цзяюнгун Фуканъаня. Войска китайцев с боями прошли через Тибет, в 1792 году гуркхи были отброшены за границу и Цинские войска перенесла боевые действия в Непал. Мирный договор между Цинской династией и гуркхами был подписан в 1792 году.

### Норбулинкский парк и Летний дворец и другие мероприятия
Именно восьмой Далай-лама усовершенствовал Норбулинкский парк и построил в 1783 году Летний дворец на окраине Лхасы. Он также заказал изысканные медные статуи Будды для населения Южного Тибета, которые были вывезены в Индию в 1960-х и в настоящее время находятся в Библиотеке Тибетских Рукописей и Архивов в Дхарамсале, Индия.

### Смерть. Оценка деятельности
Восьмой Далай-лама умер в 1804 году в возрасте 47 лет (46 по западной системе подсчёта).
«[Джампэл Гьяцо] был мягким и созерцательным человеком без большого интереса к мирским делам и, хотя он дожил до 45 лет [44 по западной системе подсчёта], большую часть своей жизни он с удовольствием позволял регенту руководить администрацией».